# Falk Maria Schlegel
Christian Jost (Saarbrücken, 1975. szeptember 29. –), művésznevén Falk Maria Schlegel német zenész. Leginkább a Powerwolf nevű power metal együttes billentyűseként ismert.

## Karrier

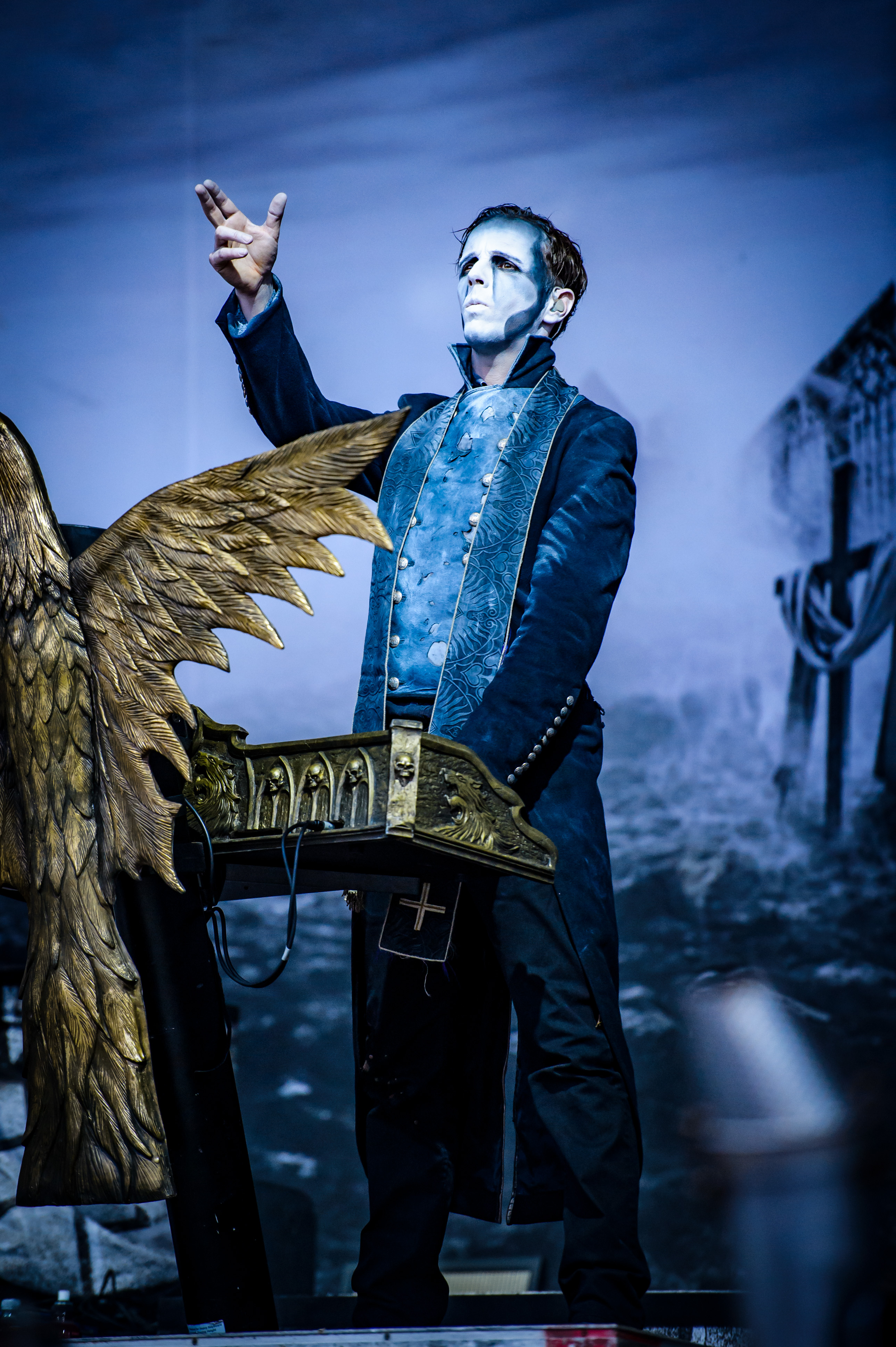
Falk Maria Schlegel a Powerwolf fellépésén, 2017-ben

Jost a The Experience a progresszív thrash metal zenekar billentyűseként kezdte 1993-ban. Ő készítette az Insight albumuk layoutját. 2002-ben csatlakozott a Red Aimhez Ray Kitzler és Ray Volver művésznéven. 2003-ban a Red Aim többi tagjával együtt csatlakozott a Powerwolfhoz. Ő intézi a zenekar minden szervezési ügyét, és ő a kapocs a menedzsment, a lemezkiadó és a felléptetésszervező ügynökség között. Emellett ő gondoskodik a turné tervezésének legfontosabb szempontjairól, a különböző színpadképek logisztikai megvalósításáról és minden egyéb vonatkozó tervezésről és megvalósításról.

## Magánélet
Jost Saarbrücken Sankt Johann kerületében él. Azt állítja,hogy zenéjéreaz Iron Maiden, a Black Sabbath, a Candlemass, a Forbidden, a Nevermore és a Glen Hansard van hatással. 1. FC Saarbrücken drukker.

## Diszkográfia

### Powerwolf
- Return in Bloodred (2005)
- Lupus Dei (2007)
- Bible of the Beast (2009)
- Blood of the Saints (2011)
- Preachers of the Night (2013)
- Blessed &amp; Possessed (2015)
- The Sacrament of Sin (2018)
- Call of the Wild (2021)
- Interludium (2023)
- Wake Up the Wicked (2024)

### Red Aim
- Flesh for Fantasy (2002)
- Niagara (2003)

### The Experience
- Mental Solitude (1995)
- Realusion (1996)
- Insight (1999)
- Cid: Reflections of a Blue Mind (2001)

## Fordítás
Ez a szócikk részben vagy egészben  a   Falk Maria Schlegel című angol Wikipédia-szócikk ezen változatának fordításán alapul.  Az eredeti cikk szerkesztőit annak laptörténete sorolja fel. Ez a jelzés csupán a megfogalmazás eredetét és a szerzői jogokat jelzi, nem szolgál a cikkben szereplő információk forrásmegjelöléseként.